# Cent (tiền tệ)

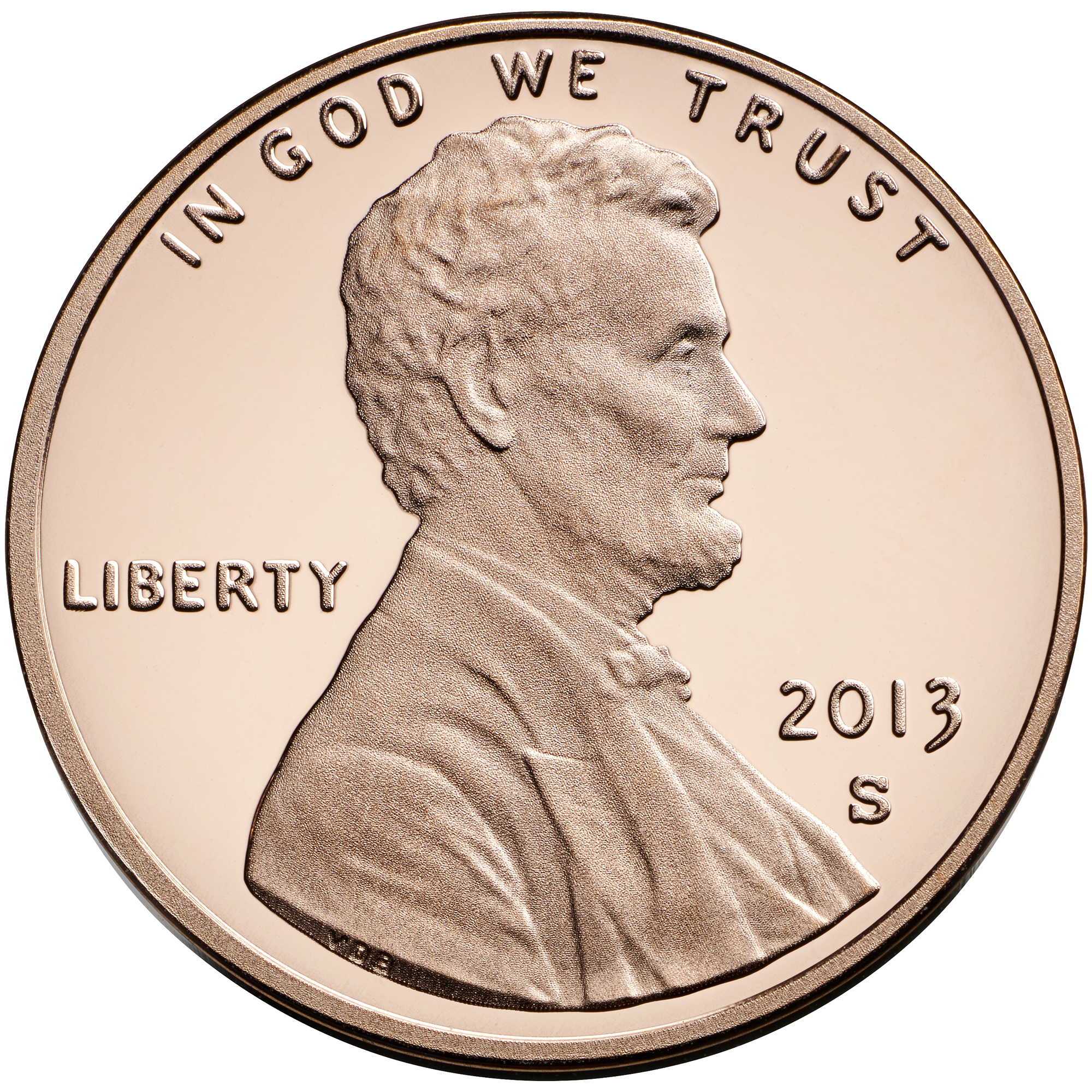
Đồng một xu của Hoa Kỳ, còn được gọi là penny.

Cent là đơn vị tiền tệ của nhiều quốc gia tương đương với 1⁄100 đơn vị tiền tệ cơ bản.
Theo từ nguyên học, từ 'cent' bắt nguồn từ tiếng Latinh centum có nghĩa là một trăm.
Dấu cent thường là một ký tự chữ nhỏ (chữ thường) c. Ở Bắc Mỹ, chữ c có thêm một nét gạch chéo hoặc một đường thẳng đứng (tùy thuộc vào kiểu chữ), tạo ra ký tự ¢.
Đồng một xu của Hoa Kỳ thường được biết đến với biệt danh "penny", ám chỉ đến đồng xu của Anh và đơn vị mang tên đó. Úc đã ngừng sản xuất đồng xu 1¢ vào năm 1992, cũng như Canada vào năm 2012. Một số quốc gia trong khu vực đồng Euro đã ngừng sản xuất 1 xu Euro, gần đây nhất là Ý vào năm 2018.

## Biểu tượng
Đồng xu có thể được biểu thị bằng ký hiệu xu, được viết theo nhiều cách khác nhau tùy theo quy ước quốc gia và phông chữ. Các hình thức thường thấy nhất là chữ c nhỏ được gạch một đường chéo hoặc một đường thẳng đứng hoặc bởi một chữ c đơn giản, tùy thuộc vào đơn vị tiền tệ (xem bên dưới). Số xu từ 1 đến 99 có thể được biểu thị dưới dạng một hoặc hai chữ số theo sau là chữ viết tắt thích hợp (2¢, 5c, 75¢, 99c) hoặc dưới dạng đơn vị cơ sở ($0,75, €0,99) Ở một số quốc gia còn sử dụng chữ "ct.". Các ngôn ngữ sử dụng bảng chữ cái khác có chữ viết tắt và quy ước riêng.
Việc sử dụng biểu tượng xu phần lớn đã không còn được sử dụng kể từ giữa thế kỷ 20 do lạm phát dẫn đến rất ít thứ được định giá bằng xu trong bất kỳ loại tiền tệ nào. Nó được đưa vào bàn phím máy đánh chữ của Hoa Kỳ, nhưng chưa được sử dụng trên máy tính.

### Ký hiệu cent Bắc Mỹ
Dấu xu xuất hiện dưới dạng dịch chuyển của phím 6 trên máy đánh chữ thủ công của Mỹ, nhưng vị trí đó đã bị thay thế bởi dấu mũ trên bàn phím máy tính. Ký tự (độ lệch 162) vẫn có thể được tạo trong trang mã phổ biến nhất, bao gồm Unicode và Windows-1252:
- Trên máy tính chạy DOS- hoặc Windows có bàn phím số, có thể giữ Alt trong khi gõ 0162 hoặc 155 trên bàn phím. Xem Kiểu gõ Unicode § Trong Microsoft Windows để biết các kỹ thuật liên quan đến code point A2 hệ thập lục phân có thể được sử dụng khi không có bàn phím số, như trên nhiều máy tính xách tay. Đối với bàn phím Quốc tế Hoa Kỳ có thể gõ Alt Phải⇧ ShiftC .
- Trên hệ điều hành Macintosh, có thể giữ Tùy chọn và 4 trên hàng số.
- Trên các hệ điều hành Unix/Linux có phím compose, Compose+|+C và Compose+/+C là các tổ hợp điển hình.

### Chính tả
Khi được viết bằng tiếng Anh và tiếng Tây Ban Nha Mexico, dấu xu (¢ hoặc c) theo sau số tiền (không có dấu cách giữa)—ví dụ: 2¢ và $0,02 hoặc 2c và €0,02. Quy ước trong các ngôn ngữ khác có thể khác nhau.

## Cách dùng

### Các đơn vị tiền tệ phụ được gọi làcenthoặc các tên tương tự
Ví dụ về các loại tiền tệ trên khắp thế giới có các đơn vị centesimal (1⁄100) được gọi là cent hoặc các từ có liên quan từ cùng một gốc như céntimo, centésimo, centavo hoặc sen, là:
- Peso Argentina (như centavo)
- Florin, tuy nhiên tất cả các đồng xu đang lưu hành đều là bội số của 5 xu.
- Đô la Úc, tuy nhiên tất cả các đồng xu đang lưu hành đều là bội số của 5 xu.
- Đô la Barbadian
- Đô la Bahamas
- Đô la Belize
- Đô la Bermuda
- Bolivian boliviano (như centavo), tuy nhiên tất cả các đồng xu đang lưu hành đều là bội số của 10 centavos
- real Brazil (như centavo)
- Đô la Brunei (như sen)
- Đô la Canada
- Đô la Quần đảo Cayman
- Peso Chile (như centavo). Centavos chính thức tồn tại và được xem xét trong các giao dịch tài chính; tuy nhiên, không có đồng xu mệnh giá centavo hiện tại.
- Đồng peso Colombia (như centavo)
- Đô la quần đảo Cook (cent, mặc dù một số đồng 50 xu được đánh dấu là "50 tene")
- đồng peso Cuba (như centavo)
- Đô la Đông Caribê, tuy nhiên tất cả các đồng xu đang lưu hành đều là bội số của 5 xu.
- Nakfa Eritrea
- Kroon tiếng Estonia (dưới dạng đã gửi)
- Euro – đồng xu có dòng chữ "Euro cent". Tiền xu Hy Lạp có ΛΕΠΤΟ ("lepto") trên mặt trái của đồng xu một xu và ΛΕΠΤΑ ("lepta") trên mặt sau của những đồng xu khác. cách sử dụng thực tế khác nhau tùy thuộc vào ngôn ngữ.
- Đô la Fiji
- Đô la Guyana
- Đô la Hồng Kông, tuy nhiên tất cả các đồng xu đang lưu hành đều là bội số của 10 xu.
- Đồng rupiah của Indonesia (như sen)
- Đô la Jamaica, tuy nhiên không có đồng xu lưu hành nào có giá trị dưới một đô la.
- shilling Kenya
- Lesotho loti (như sente)
- Đô la Liberia
- litas tiếng Litva (dưới dạng centas)
- pataca Ma Cao (như avo), tuy nhiên tất cả các đồng xu đang lưu hành đều là bội số của 10 avos.
- Ringgit Malaysia (như sen), tuy nhiên tất cả tiền xu đang lưu hành đều là bội số của 5 sen.
- Rupee Mauriti
- peso Mexico (như centavo)
- Dirham Ma-rốc (như santim)
- Đô la Namibia
- Gulden Antille thuộc Hà Lan
- Đô la New Zealand, tuy nhiên tất cả các đồng xu đang lưu hành đều là bội số của 10 xu.
- balboa Panama (như centésimo)
- sol Peru (như céntimo)
- Đồng peso của Philippines (dưới dạng sentimo hoặc centavo)
- Rupee Seychelles
- Sierra Leonean leone
- Đô la Singapore, tuy nhiên tất cả các đồng xu đang lưu hành đều là bội số của 5 xu.
- Rand Nam Phi, tuy nhiên tất cả các đồng xu đang lưu hành đều là bội số của 10 xu.
- Rupee Sri Lanka
- Đô la Suriname
- lilangeni Swazi
- Đô la Đài Loan mới, tuy nhiên tất cả các đồng xu đang lưu hành đều là bội số của 50 xu.
- Shilling Tanzania
- paʻanga tiếng Tonga (như seniti)
- Đô la Trinidad và Tobago
- Đô la Mĩ
- peso Uruguay (dưới dạng centésimo)
- Đô la Zimbabwe

### Các đơn vị tiền tệ nhỏ có tên khác
Ví dụ về các loại tiền tệ có đơn vị centesimal (1⁄100) không được gọi là cent
| Đơn vị chính                             | Chia thành                                                                              |
| ---------------------------------------- | --------------------------------------------------------------------------------------- |
| Ngultrum Bhutan                          | 100 đồng xu                                                                             |
| Dấu chuyển đổi của Bosnia và Herzegovina | 100 pfeniga                                                                             |
| Pula Botswana                            | 100 thebe                                                                               |
| Bảng Anh                                 | 100 pence (số ít: penny) kể từ Ngày thập phân, 1971                                     |
| Lev                                      | 100 stotinki Cyrillic: стотинки ("phần trăm")                                           |
| Nhân dân tệ Trung Quốc                   | 100 fēn (分); trong cách sử dụng chung, được chia thành 10 jiǎo (角).                   |
| Kuna Croatia                             | 100 lipa                                                                                |
| Krone Đan Mạch                           | 100 øre                                                                                 |
| Bảng Ai Cập                              | 100 piastres                                                                            |
| Mác Estonia                              | 100 đồng xu (số ít: đồng xu)                                                            |
| Dalasi                                   | 100 quả bơ                                                                              |
| Cedi Ghana                               | 100 đồng xu                                                                             |
| Rupee Ấn Độ                              | 100 paise                                                                               |
| Siếc-lơ mới của Israel                   | 100 agorot                                                                              |
| Pataca Ma Cao                            | 100 avos; tiền lưu hành là 10, 20 và 50 avos.                                           |
| Denar Bắc Macedonia                      | 100 deni                                                                                |
| Kwacha Malawi                            | 100 tambala                                                                             |
| tögrög                                   | 100 möngö                                                                               |
| Rupee Nepal                              | 100 paisa                                                                               |
| Rupee Pakistan                           | 100 paise                                                                               |
| Kina Papua New Guinean                   | 100 toea                                                                                |
| Złoty Ba Lan                             | 100 groszy (số ít: grosz)                                                               |
| ryal                                     | 100 dirhams                                                                             |
| Rumani và Le Moldovan                    | 100 bani                                                                                |
| Rúp Nga                                  | 100 kopeks                                                                              |
| Ryal Ả Rập Xê-út                         | 100 halala                                                                              |
| Dinar Serbia                             | 100 paras                                                                               |
| Krona Thụy Điển                          | 100 öre                                                                                 |
| Franc Thụy Sĩ                            | Tiếng Đức: 100 Rappen Tiếng Pháp: 100 centimes Tiếng Ý: 100 centesimi Romansch: 100 rap |
| Bạt Thái Lan                             | 100 satang                                                                              |
| Lira Thổ Nhĩ Kỳ                          | 100 kuruş                                                                               |
| Dirham                                   | 100 fils                                                                                |
| Hryvnia Ukraina                          | 100 kopiyka                                                                             |
| Kwacha                                   | 100 nge                                                                                 |

### Đơn vị tiền xu cũ
Ví dụ về các loại tiền tệ trước đây có đơn vị centesimal (1⁄100) nhưng hiện không có mệnh giá phân số trong lưu thông:
| Đơn vị chính     | Trước đây được chia thành             |
| ---------------- | ------------------------------------- |
| Colón            | (cho đến những năm 1980) 100 céntimos |
| Czech koruna     | 100 haléřů                            |
| forint Hungary   | (đến năm 1999) 100 fillér             |
| Króna            | 100 eyrir (aurar' số ít)              |
| Yên Nhật         | 100 sen                               |
| Krone Na Uy      | 100 øre                               |
| Won Hàn Quốc     | 100 jeon                              |
| Krona Thụy Điển  | (đến năm 2010) 100 öre                |
| Shilling Ugandan | (đến năm 2013) 100 xu.                |

Ví dụ về các loại tiền tệ sử dụng biểu tượng xu cho các mục đích khác:
- Dấu hai chấm Costa Rica – Ký hiệu phổ biến '¢' thường được sử dụng tại địa phương để biểu thị '₡', ký hiệu dấu hai chấm thích hợp
- Cedi Ghana – Ký hiệu phổ biến '¢' đôi khi được sử dụng để biểu thị '₵', ký hiệu cedi thích hợp